# Opalia chacei
Opalia chacei är en snäckart som beskrevs av Strong 1937. Opalia chacei ingår i släktet Opalia och familjen vindeltrappsnäckor. Inga underarter finns listade i Catalogue of Life.